# Obwód kamczacki
Obwód kamczacki (ros. Камчатская область) – istniejąca do 1 lipca 2007 r. jednostka administracyjna Federacji Rosyjskiej. 

## Geografia
Obwód leżał we wschodniej Azji, w południowej części półwyspu Kamczatka.

## Historia
Obwód utworzono 20 października 1932. 1 lipca 2007 r. wraz z Koriackim Okręgiem Autonomicznym utworzył Kraj Kamczacki.

## Tablice rejestracyjne
Tablice pojazdów zarejestrowanych w obwodzie kamczackim mają oznaczenie 41 w prawym górnym rogu nad flagą Rosji i literami RUS.